# Drosanthemum subspinosum
Drosanthemum subspinosum är en isörtsväxtart som först beskrevs av Carl Ernst Otto Kuntze, och fick sitt nu gällande namn av H. E. K. Hartmann. Drosanthemum subspinosum ingår i släktet Drosanthemum och familjen isörtsväxter. Inga underarter finns listade i Catalogue of Life.